# Дмитриев, Сергей Сергеевич (партийный деятель)
Сергей Сергеевич Дмитриев — советский хозяйственный и политический деятель.

## Биография
Родился в 1919 году в Петрограде. Член КПСС.
Окончил Ленинградский государственный университет и Ленинградский институт авиационного приборостроения.
Участник Великой Отечественной войны, участник обороны Ленинграда.
В 1944—1950 гг. — секретарь комитета комсомола Ленинградского института авиационного приборостроения, первый секретарь Московского райкома ВЛКСМ, секретарь Ленинградского горкома ВЛКСМ по агитации и пропаганде
В 1950—1964 гг. — преподаватель физики Ленинградского горного института, работник аппарата Ленинградского горкома КПСС, заместитель заведующего отделом науки, школ и культуры Ленинградского обкома КПСС, заместитель заведующего идеологическим отделом Ленинградского промышленного обкома КПСС, секретарь Ждановского райкома КПСС города Ленинграда.
В 1965—1969 гг. — первый секретарь Василеостровского районного комитета КПСС города Ленинграда.
В 1969—1975 гг. — директор Института истории партии при Ленинградском горкоме КПСС.
Делегат XXIII съезда КПСС.
С 1977 года — персональный пенсионер союзного значения
Умер до 1985 года в Ленинграде.

## Награды
- Орден Трудового Красного Знамени (28.10.1948, 1966)